# Hatschekia thompsoni
Hatschekia thompsoni is een eenoogkreeftjessoort uit de familie van de Hatschekiidae. De wetenschappelijke naam van de soort is voor het eerst geldig gepubliceerd in 1962 door Heegard.